# Transener

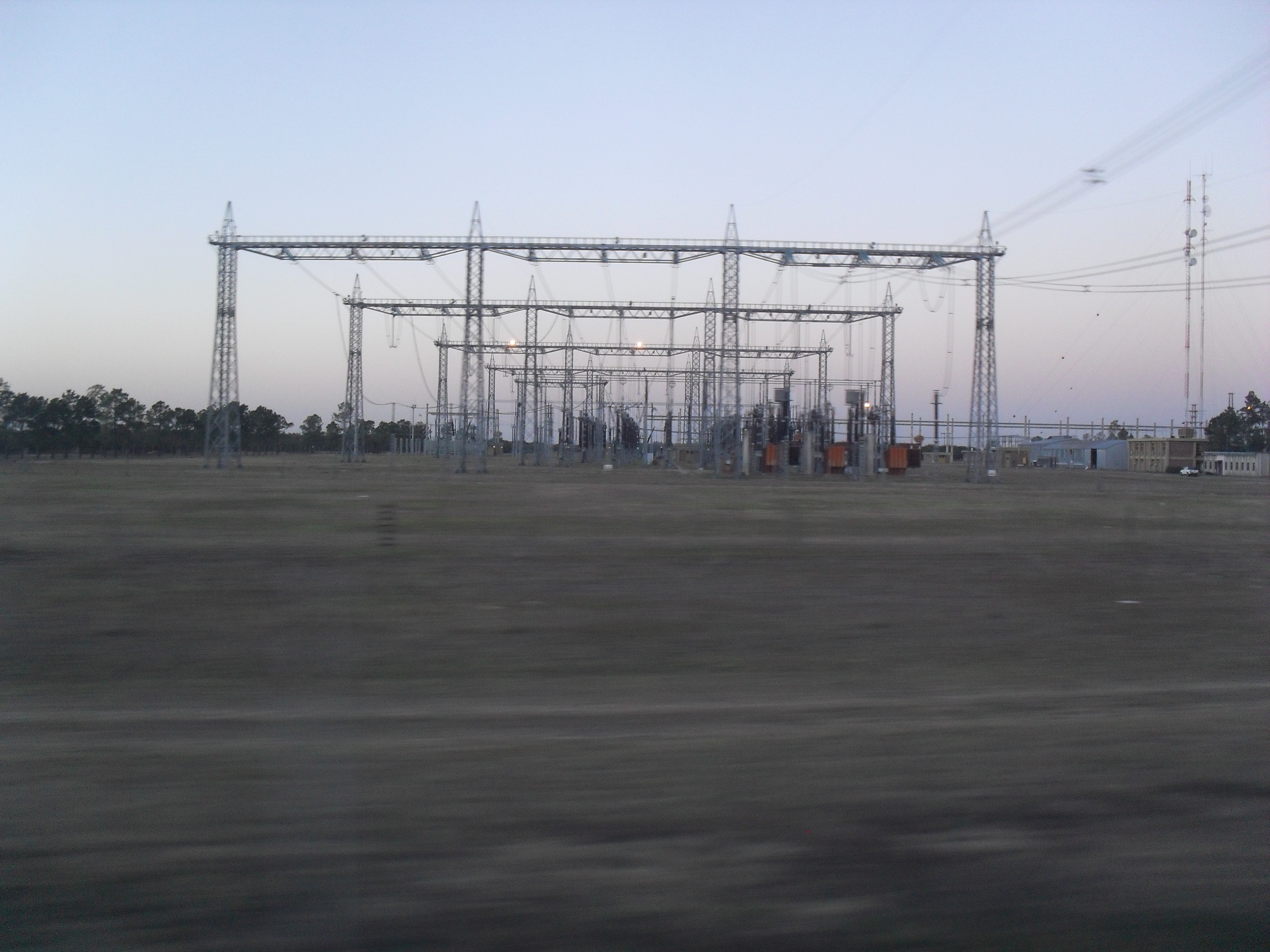
Uma planta da Transener para distribuição de energia em Montecristo, Argentina

Compañía de Transporte de Energía Eléctrica en Alta Tensión (Transener) é uma companhia elétrica argentina, sediada em Buenos Aires.

## História
A companhia foi estabelecida em 1993, para transmissão em alta-voltagem.